# Harald Strøm
Harald Strøm (né le 14 octobre 1897 à Horten et mort le 25 décembre 1977 dans la même ville) est un patineur de vitesse norvégien, champion du monde, champion d'Europe et recordman du monde sur 5 000 mètres. Il est aussi un footballeur international.

## Patinage de vitesse
Il établit son premier record du monde de patinage de vitesse sur 5 000 m en 1921 (8:27.7), en étant le premier à franchir la barre de 8:30. Il améliore son propre record en 1922 (8:26.5). Son record dure sept ans, jusqu'en 1929, Ivar Ballangrud portant le record à 8:24.2.
Strøm remporte une médaille d'or aux Championnats du monde toutes épreuves de patinage de vitesse 1922 et une médaille d'argent en 1923. Il est médaillé d'or aux Championnats d'Europe de patinage de vitesse.
Il a été porte-drapeau de la Norvège aux Jeux olympiques d'hiver de 1924 à Chamonix. Il a terminé 5e sur les trois distances les plus longues, et 4e toutes épreuves confondues. Il a représenté le Horten SK.

### Records

#### Records du monde
Au cours de sa carrière, Strøm a battu deux records du monde :
| Distance | Temps  | Date            | Lieu       |
| -------- | ------ | --------------- | ---------- |
| 5000 m   | 8:27.7 | 20 février 1921 | Kristiania |
| 5000 m   | 8:26.5 | 18 février 1922 | Kristiania |

Source: SpeedSkatingStats.com

#### Records personnels
| Distance | Temps   | Date            | Lieu       |
| -------- | ------- | --------------- | ---------- |
| 500 m    | 45.2    | 18 février 1922 | Kristiania |
| 1 500 m  | 2:24.2  | 2 février 1923  | Hamar      |
| 5 000 m  | 8:26.5  | 18 février 1922 | Kristiania |
| 10 000 m | 17:32.8 | 19 février 1921 | Kristiania |

Source: Sports-reference.com& SpeedSkatingNews.info

### Médailles
Une vue d'ensemble des médailles gagnées par Strøm lors de grands championnats :
| Championnats | Médaille d'or | Médaille d'argent | Médaille de bronze |
| Monde        | 1922          | 1923              | –                  |
| Europe       | 1923          | –                 | –                  |

Source: SpeedSkatingStats.com & Skoyteforbundet.no

## Football
Strøm joue pour le club de football d'Ørn Horten, et remporte deux fois la Coupe de Norvège, en 1920 et 1927. Strøm joue la finale de la Coupe en 1916 et en 1926. Il a joué seize matches pour l'équipe nationale entre 1918 et 1927.

## Récompenses
Harald Strøm se voit attribuer l'Egebergs Ærespris en 1921.